# Edraianthus parnassicus
Edraianthus parnassicus là loài thực vật có hoa trong họ Hoa chuông. Loài này được (Boiss. & Spruner) Halácsy mô tả khoa học đầu tiên năm 1894.